# Homoneura centralis
Homoneura centralis är en tvåvingeart som beskrevs av Saskawa 1991. Homoneura centralis ingår i släktet Homoneura och familjen lövflugor. Inga underarter finns listade i Catalogue of Life.